# Yield to maturity
YTM – (ang.: Yield to maturity = dochód w terminie do wykupu) stopa dochodu, inaczej rentowności, którą uzyskują inwestorzy kupując obligację po aktualnej cenie rynkowej i przetrzymując je w swoim portfelu do terminu wykupu. Obliczamy ją w celu porównania stopnia atrakcyjności inwestowania w daną obligację z innymi możliwościami inwestycyjnymi. Często przyrównuje się ją do wewnętrznej stopy zwrotu (IRR) z inwestycji kapitałowej w obligacje. Interpretuje się ją jako stopę, którą uzyskał inwestor inwestując w obligację, którą kupił po cenie P i przetrzymał do momentu zapadalności reinwestując otrzymane z niej odsetki według tej stopy zwrotu.

## Własności YTM

### YTM > C
Bieżąca stopa dochodu obligacji YTM jest większa od stopy kuponu obligacji C ⇒ obligacja jest notowana z dyskontem. Różnica między wartością nominalną a wartością rynkową obligacji = dyskonto.

### YTM < C
Bieżąca stopa dochodu obligacji YTM jest mniejsza od stopy kuponu obligacji C ⇒ obligacja jest notowana z premią. Różnica między wartością nominalną a wartością rynkową obligacji = premia.

### YTM = C
Bieżąca stopa dochodu obligacji YTM jest równa stopie kuponu obligacji C ⇒ bieżąca cena obligacji jest równa jej wartości nominalnej.